# Відділ Когат
Відділ Когат — один з семи відділів у пакистанській провінції Хайбер-Пахтунхва. Відділ межує з відділом Банну на півдні та заході, відділом Пешавар на півночі та сході, провінцією Пенджаб на сході та Афганістаном на північному заході. КНПО ідентифікатор відділу Когат 14.

## Список районів
Райони є адміністративними одиницями на один рівень нижче відділу і вище техсіл в адміністративній ієрархії Пакистану. Відділ Кохат складається з наступних п'яти районів: Ханґу, Карак, Кохат, Куррам та Оракзай.